# Mister-Auto
 (juin 2019).
Mister-Auto est une entreprise française de commerce électronique spécialisée dans la vente de pièces détachées automobiles. Créée en 2007, Mister Auto est une filiale du Groupe PSA depuis 2015, devenu Groupe Stellantis en 2021. Mister-Auto possède également ses propres marques de pièces auto : Bölk et bproauto.
Le site de vente en ligne est accessible dans 19 pays, majoritairement en Europe mais aussi au Brésil, en Argentine et au Maroc. Son siège social est situé à Villeurbanne.

## Histoire
En 2003, Rémi Saby rachète ASM (Auto Sud Marché) située à Sérézin-du-Rhône. Associé à Christophe Calice, ils lancent le site mister-auto.com le 1er janvier 2008. La marque Mister Auto est déposée en 2009 ainsi que la marque BÖLK (marque propre à Mister Auto). En 2010, le Crédit mutuel-CIC entre dans le capital de la société à hauteur de 34 % pour 6 millions d'euros. Cette levée de fonds permet le développement du site Mister Auto à l'international. Cette année est également celle du départ de Christophe Calice dont les parts sont rachetées par l’augmentation de capital. Mister Auto est rachetée par le groupe PSA en 2015. Cette acquisition correspond à la volonté de PSA de diversifier ses activités dans le secteur du commerce en ligne. La même année, la société développe des sites logistiques en Europe dont un à Vesoul. L'entreprise compte 200 salariés en 2020. Par son implantation dans 19 pays, Mister Auto réalise 50% de son chiffre d'affaires à l'étranger.

### Développement international
Mister Auto se développe à l'international depuis 2011 :
- février 2011 : Pays-Bas, Belgique (français et néerlandais)
- mars 2011 : Allemagne, Autriche[8], Luxembourg, Italie et Espagne
- octobre 2011 : Angleterre, Irlande
- novembre 2011 : Portugal, Finlande
- décembre 2011: Suède, Danemark[9] et Grèce
- mai 2013 : Suisse et Norvège
- 2016 : Brésil[10],[11]
- 2018 : Maroc[12]
- 2020 : Argentine

## Activités
La société est spécialisée dans la vente de pièces détachées automobiles depuis 2007. Le catalogue Mister Auto compte aujourd'hui 1.5 million de pièces provenant de différents équipementiers. Depuis quelques années, Mister Auto se tourne davantage vers ses clients professionnels.

## Chiffres clés
- 19 sites internet[14]
- 3 millions de visiteurs uniques[15]
- 80 marques d'équipementiers
- 200 salariés